# 下楼镇
下楼镇，是中华人民共和国安徽省宿州市灵璧县下辖的一个乡镇级行政单位。

## 行政区划
下楼镇下辖以下地区：
杨山村、小圩村、吴楼村、王集村、田口村、洛涧村、龙山村、刘庵村、凌固村、谢楼村、火庙村、花楼村、古城村、高王村、傅寨村、东高村、程庙村、陈潭村、蔡塘村和园艺二厂生活区。